# اوزغور يلدريم
اوزغور يلدريم (و. 1979 – م) هو مخرج سينمائي، وكاتب سيناريو، وكاتب عمومي، وكاتب من تركيا، ألمانيا . ولد في هامبورغ .

## روابط خارجية
- اوزغور يلدريم على موقع IMDb (الإنجليزية)
- اوزغور يلدريم على موقع ألو سيني (الفرنسية)
- اوزغور يلدريم على موقع أول موفي (الإنجليزية)
- اوزغور يلدريم على موقع قاعدة بيانات الأفلام السويدية (السويدية)
- اوزغور يلدريم على موقع قاعدة بيانات الفيلم (الإنجليزية)
- اوزغور يلدريم على موقع كينوبويسك (الروسية)